# Lonchopteridae
Famille
Les Lonchopteridae sont une famille d'insectes diptères brachycères.

## Liste des genres et espèces
Selon Catalogue of Life (27 févr. 2013) le genre Lonchoptera comprend les espèces suivantes :
- Lonchoptera acinaris
- Lonchoptera africana
- Lonchoptera alexeji
- Lonchoptera alfhildae
- Lonchoptera anderssoni
- Lonchoptera annikaae
- Lonchoptera apicalis
- Lonchoptera barberi
- Lonchoptera bifurcata
- Lonchoptera birmanica
- Lonchoptera birmensis
- Lonchoptera brunettii
- Lonchoptera casanova
- Lonchoptera caudala
- Lonchoptera chinica
- Lonchoptera cingulata
- Lonchoptera curtifurcata
- Lonchoptera digitata
- Lonchoptera elinorae
- Lonchoptera excavata
- Lonchoptera fallax
- Lonchoptera guptai
- Lonchoptera gutianshana
- Lonchoptera hakonensis
- Lonchoptera hasanica
- Lonchoptera impicta
- Lonchoptera japonica
- Lonchoptera kamtschatkana
- Lonchoptera longiphallus
- Lonchoptera longisetosa
- Lonchoptera lutea
- Lonchoptera maculata
- Lonchoptera magnifica
- Lonchoptera malaisei
- Lonchoptera megaloba
- Lonchoptera meijeri
- Lonchoptera melanostoma
- Lonchoptera nerana
- Lonchoptera nevadica
- Lonchoptera nigrociliata
- Lonchoptera nitidifrons
- Lonchoptera orientalis
- Lonchoptera pictipennis
- Lonchoptera pinglongshanensis
- Lonchoptera pipi
- Lonchoptera platytarsis
- Lonchoptera rava
- Lonchoptera sapporensis
- Lonchoptera scutellata
- Lonchoptera shaanxiensis
- Lonchoptera stackelbergi
- Lonchoptera strobli
- Lonchoptera tarsata
- Lonchoptera tarsulenta
- Lonchoptera tautineura
- Lonchoptera transvaalensis
- Lonchoptera tristis
- Lonchoptera ugandensis
- Lonchoptera unicolor
- Lonchoptera uniseta
- Lonchoptera vaillanti
- Lonchoptera vesperis
- Lonchoptera vinsoni

Selon ITIS (19 avril 2019) le genre Lonchoptera aurait :
- Lonchoptera borealis Curran, 1934
- Lonchoptera furcata (Fallen, 1823)
- Lonchoptera occidentalis Curran, 1934
- Lonchoptera uniseta Curran, 1934